# Billion (nombre)
Pour les articles homonymes, voir Billion (homonymie).
Ne doit pas être confondu avec Milliard.
Un billion est un terme décrivant un grand nombre, entier naturel, et dont la valeur précise dépend de la convention choisie. En échelle longue (notamment utilisée dans les pays francophones), un billion vaut 1012 (soit mille milliards, ou 1 000 000 000 000). En échelle courte (utilisée dans les pays anglophones), un billion vaut 109 (soit mille millions, ou 1 000 000 000).
Dans le Système international d'unités, billion, au sens de l'échelle longue, est noté par le préfixe T (téra).
Le terme billion dans son sens français est notamment utilisé par Nicolas Chuquet : c'est à lui que l'on doit le système actuel des grands nombres, dit échelle longue, ou système Chuquet, dans lequel le mot billion signifie un million de millions (1012).

## Définitions et usages

### En France
Au XVe siècle, le terme byllion signifie « un million de millions » (1012). Du XVIe siècle jusqu'en 1961, le terme prend le sens de « mille millions » (109) et est donc synonyme pendant toute cette période du terme « milliard »,,. Le terme milliard est privilégié en finances dès la première moitié du XIXe siècle. Depuis un décret de 1961, un billion désigne à nouveau le nombre 1012, soit « un million de millions »,. Cette nouvelle définition n'est cependant pas entrée dans l'usage.

### Au Canada
Au Canada, un billion désigne le nombre 1012 en français (échelle longue), et le nombre 109 en anglais (échelle courte).